# Oslo storstadsuniversitet
Ska inte förväxlas med Universitetet i Oslo
Oslo storstadsuniversitet (norska Storbyuniversitetet; förkortad Oslo met eller Oslomet efter engelskans Oslo Metropolitan University) är ett statligt universitet i Oslo i Norge. Universitetet har (2017) 1 366 akademiska anställda, omkring 20 000 studerande och 792 administrativa anställda.
Universitetet bedriver forskning och utbildning upp till doktorsexamen inom samhällsvetenskap, hälsovetenskaper, lärarutbildning och internationella studier, samt teknik, konst och design. Universitetet är efter Universitetet i Oslo Norges största forskningsmiljö för samhällsvetenskaplig forskning, og innefattar forskningsinstituten Arbeidsforskningsinstituttet (AFI), Norsk institutt for forskning om oppvekst, velferd og aldring (NOVA), Norsk institutt for by- og regionforskning (NIBR) och Statens institutt for forbruksforskning (SIFO).
Oslo storstadsuniversitet är en fortsättning av den tidigare Högskolan i Oslo och Akershus, som fick status som universitet 12 januari 2018. Högskolan i Oslo och Akershus bildades 2011 och var Norges största högskola; den var resultat av sammanslagningen av över 30 högskolor och forskningsinstitut i Oslo och närmaste omgivning.